# Alloteratura angulata
Alloteratura angulata är en insektsart som beskrevs av Jin, Xingbao 1995. Alloteratura angulata ingår i släktet Alloteratura och familjen vårtbitare. Inga underarter finns listade i Catalogue of Life.